# Bateador designado

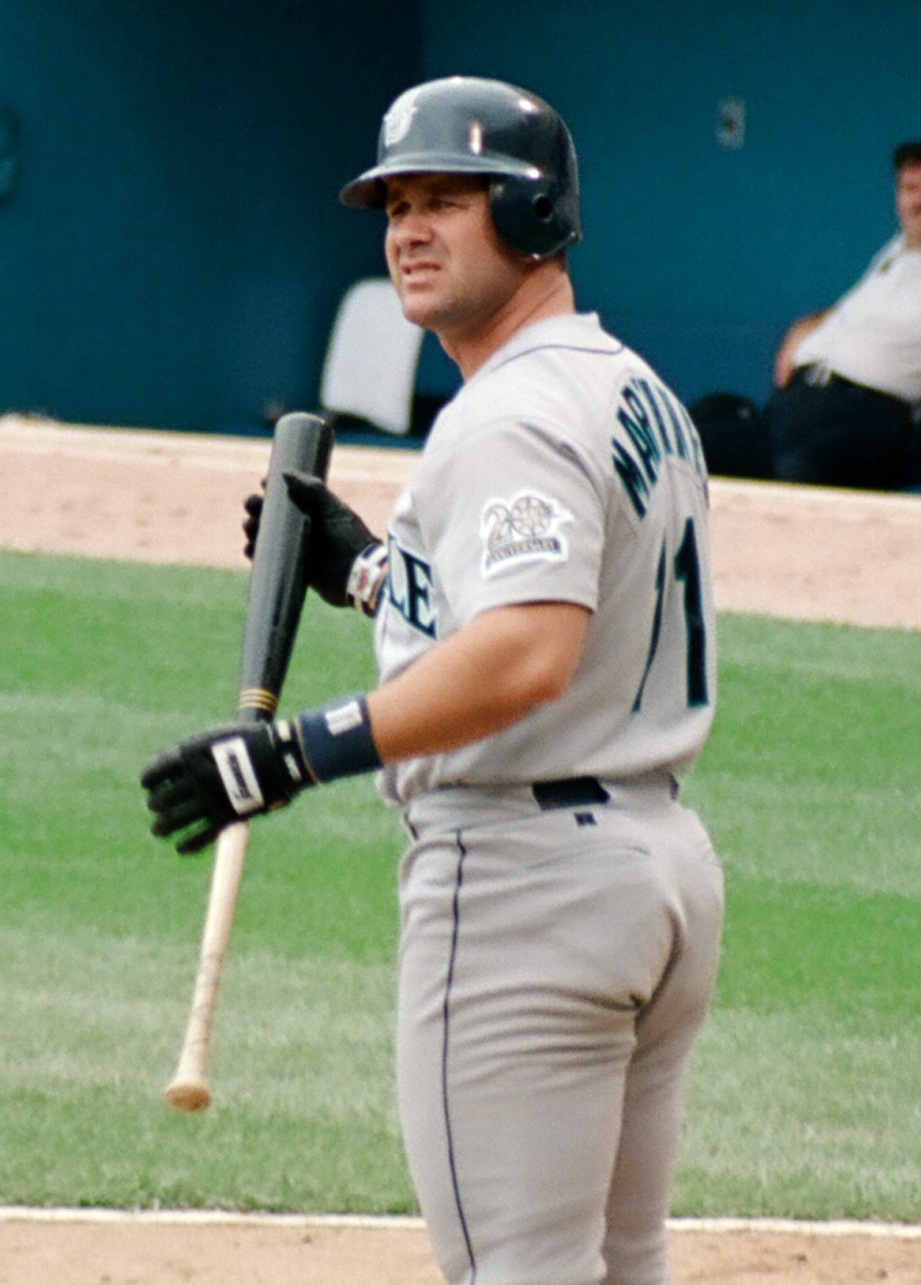
Edgar Martínez, quien permaneció la mayor parte de su carrera como el bateador designado de los Seattle Mariners, fue electo al Salón de la Fama del Béisbol en 2019.

En béisbol, la regla del bateador designado es el nombre común para la regla 6.10 de las Grandes Ligas de Béisbol, una posición oficial adoptada por la Liga Americana en 1973 y la Liga Nacional en el 2022, que permite a los equipos designar un jugador, conocido como el bateador designado (abreviado en inglés DH), para batear en lugar del pitcher. Desde ello, la mayoría de las ligas universitarias, amateur y profesional adoptaron la regla o alguna variante; La Central League de la Liga Japonesa de Béisbol Profesional, es una de las más prominentes ligas profesionales que no la tienen. 

## La regla
La regla estipula lo siguiente: Un bateador puede ser designado para batear en sustitución del pitcher abridor y todos los pitchers subsecuentes en cualquier juego, sin afectar de ninguna manera la situación del o de los pitchers durante el encuentro. El Bateador Designado por el pitcher debe ser seleccionado antes de empezar el juego, y su nombre debe ser incluido en el orden al bate que se entrega al umpire en jefe. 
El bateador designado nombrado en el orden al bate inicial debe batear cuando menos una vez, a menos que el club contrario cambie de pitcher. No es obligación para un equipo escoger a un Bateador Designado por el pitcher, pero si el equipo no lo hace antes de empezar el juego, ya no podrá utilizar a un bateador designado por el resto del encuentro. 
Pueden utilizarse bateadores emergentes por el Bateador Designado. Cualquier sustituto del Bateador Designado se convierte en nuevo Bateador Designado, un Bateador Designado reemplazado, no podrá regresar al juego en ninguna forma. 
El Bateador Designado puede ser utilizado defensivamente y continuar bateando en el mismo lugar del orden al bate, pero el pitcher entonces deberá batear en lugar del jugador defensivo a quien se sustituyó; a menos que se haya sustituido a más de un jugador y el mánager se vea obligado a llenar sus lugares en el orden al bate. 
Un corredor puede sustituir al bateador designado y luego asumir el papel de Bateador Designado. Un bateador designado no puede correr como emergente, pues violaría la Regla 3.04.
Un Bateador Designado está fijo en el orden al bat. No pueden efectuarse sustituciones múltiples que alteren la rotación de bateo del Bateador Designado. 
Una vez que el pitcher es cambiado del montículo a una posición defensiva, se termina la actuación del Bateador Designado por el resto del juego. 
Una vez que un bateador emergente entra a batear por cualquier jugador en el orden al bate y luego entra a pitchear, se termina la actuación del Bateador Designado por el resto del juego. 
Una vez que el pitcher batea por el bateador designado, se termina la actuación del bateador designado por el resto del juego. (El pitcher solo puede entrar a batear por el bateador designado). No podrá correr por el bateador designado ni por otro jugador. 
Una vez que el Bateador Designado asume una posición defensiva, se termina la actuación del Bateador Designado por el resto del juego. No es necesario anunciar al sustituto del Bateador Designado. 
En el caso de que un pitcher sea expulsado del juego el bateador designado deberá cubrir la posición del pitcher para poder ingresar al campo como un jugador y desaparece el bateador designado.

## Críticas a la regla
Si la regla no se aplica, los nueve jugadores batearían y también serían jugadores de campo. Por ello, los puristas del béisbol sostienen que la regla del bateador designado destruye la simetría del juego.